# Линкольн (Англия)
Ли́нкольн (англ. Lincoln) — город на востоке Англии, административный центр графства Линкольншир в регионе Восточный Мидленд. 
Расположен на возвышенных берегах реки Уитем. Население: 93,5 тыс. человек (2011).

## История
Самое раннее происхождение Линкольна можно проследить по остаткам поселения железного века с круглыми деревянными жилищами (которые были обнаружены археологами в 1972 году), которые были датированы 1 веком до нашей эры. Это поселение было построено глубоким бассейном (современный бассейн Брайфорда) в реке Уитэм у подножия большого холма (на котором норманны позже построили Линкольнский собор и Линкольнский замок).
Происхождение названия Линкольн может происходить именно из этого периода, когда поселение было названо на бретонском языке кельтских жителей Британии железного века (Lindon — пруд, заводь). Предположительно ссылаясь на бассейн Брейфорд (сравните этимологию названия Дублин, от гэльского dubh linn «чёрный бассейн»).
Размеры этого первоначального поселения неизвестны, так как его остатки сейчас погребены глубоко под поздними римскими и средневековыми руинами и современным Линкольном.
В древности на месте современного города находилось укрепление IX римского легиона. В 71 году под защитой крепких стен была учреждена колония Линдум (Lindum) — центр провинции Flavia Caesariensis, который населяли отставные солдаты. До сих пор машины въезжают в Линкольн через арку, построенную римлянами (т. н. Newport Arch). Во время раскопок в Линкольне археологи обнаружили многочисленные приметы античного города — кладбища, термы, печи и даже фонтан.
В раннем средневековье Линкольн становится одним из пяти городов Данелага. Удачное расположение города на пересечении торговых путей обеспечивало его благосостояние. Одно время здесь чеканилась монета. При завоевании Англии Вильгельм Завоеватель обратил внимание на возвышенное расположение Линкольна и для обеспечения контроля над окрестностями велел построить здесь Линкольнский замок. Во время средневековых междоусобиц за обладание этим замком шла ожесточённая борьба.
Между 1642 и 1651 годами, во время Английской революции, Линкольн находился на границе между роялистскими и парламентскими силами и несколько раз переходил из рук в руки. Многие здания были сильно повреждены.
После этого Линкольн не имел ни крупной промышленности, ни лёгкого выхода к морю. В то время как остальная часть страны начала процветать в начале XVIII века, Линкольн страдал, путешественники часто комментировали, что, по существу, Линкольн стал городом с одной улицей.

## Собор
В связи с превращением Линкольна в бастион норманнского владычества в регионе в 1071 году из пришедшего в упадок Дорчестера сюда переехал епископ. В кратчайшие сроки (до 1092 года) для него был воздвигнут собор. Это сооружение не раз страдало от пожаров, а в 1185 году и вовсе рухнуло из-за землетрясения. В XIII веке на его месте был построен новый собор — эталон английской готической архитектуры. Это было первое здание, превысившее по высоте пирамиду Хеопса. Считается, что в течение 250 лет после постройки 160-метровый собор в Линкольне оставался самым высоким зданием на Земле.

## Экономика
Ранее Линкольн был третьим городом Англии по развитию экономики, он был достаточно богатым, с налаженными торговыми связями с Фландрией. Но Римская империя пришла в упадок, поэтому Линкольну пришлось искать другие способы процветания. Сейчас он переживает ренессанс и находится в поисках той экономической изюминки, которая могла бы обеспечивать регион средствами.
По данным комитета стратегического планирования Линкольншира, главные секторы занятости в городе – госслужбы, здравоохранение и образование, и на них приходится 34% рабочей силы.
В таких сферах, как логистика, ресторанный и гостиничный бизнесы задействованы лишь 25% рабочей силы города. 